# Reeve Frosler
 (juin 2020).
Reeve Frosler, né le 11 janvier 1998 à Port Elizabeth, est un footballeur international sud-africain. Il évolue aux Kaizer Chiefs au poste d'arrière droit.

## Biographie

### En club

#### Bidvest Wits
Il commence sa carrière en Absa Premiership lors de la saison 2016-2017. Il arrive dans le groupe professionnel en mars 2017, et joue son premier match le 7 mars 2017 contre Chippa United (0-0). Il est titularisé à onze reprises jusqu'à la fin de la saison et termine champion.
Lors de la saison suivante, il marque son premier but le 23 août 2017 contre Free State Stars (2-2). Il remporte le Telkom Knockout mais malheureusement, il ne figure pas dans le groupe qui dispute la finale, remportée 1-0 face à Bloemfontein Celtic. Il joue également ses premières minutes en Ligue des champions de la CAF (défaite 1-0 contre Primeiro de Agosto) et en Coupe de la confédération (1-1 face à Enyimba International).
Il refuse une prolongation de contrat avant la saison 2018-2019. Il est alors écarté du groupe professionnel. N'ayant joué aucun match sur la première partie de saison, il quitte le club au mercato hivernal.

#### Kaizer Chiefs
Le 31 janvier 2019, il rejoint les Kaizer Chiefs. Il joue son premier match le 13 avril 2019 contre les Black Leopards (1-1). Il prend part à quatre rencontres jusqu'à l'issue de la saison et assiste, depuis le banc, à la défaite 1-0 face au TS Galaxy en finale de Coupe d'Afrique du Sud.

### En sélection
En 2015, il prend part à la Coupe d'Afrique des nations des moins de 17 ans. Lors de cette compétition organisée au Niger, il joue trois matchs. L'équipe d'Afrique du Sud des moins de 17 ans s'incline en finale face au Mali (2-0). Quelques mois plus tard, il participe à la Coupe du monde des moins de 17 ans qui se déroule au Chili. Lors du mondial junior, il joue trois matchs. Il se met en évidence en délivrant une passe décisive lors du premier match contre le Costa Rica. Toutefois, avec un bilan d'un nul et deux défaites, l'Afrique du Sud ne dépasse pas le premier tour du mondial.
En 2017, il participe à la Coupe du monde des moins de 20 ans avec l'équipe d'Afrique du Sud des moins de 20 ans. Lors de cette compétition organisée en Corée du Sud, il joue deux matchs. Avec un bilan d'un nul et deux défaites, l'Afrique du Sud ne dépasse pas le premier tour.
Il honore sa première sélection en équipe d'Afrique du Sud le 21 mars 2018, en amical contre l'Angola (victoire 1-1, 6-5). Il participe ensuite à la Coupe COSAFA 2019, compétition lors de laquelle il joue deux matchs.

## Palmarès
| \| Bidvest Wits - Championnat d'Afrique du Sud (1) : - Champion : 2016-17. - Telkom Knockout (1) : - Vainqueur : 2017. \| \| Kaizer Chiefs - Coupe d'Afrique du Sud : - Finaliste : 2018-19. \| |  | Afrique du Sud -17 ans - Coupe d'Afrique des nations -17 ans : - Finaliste : 2015. |
| Bidvest Wits - Championnat d'Afrique du Sud (1) : - Champion : 2016-17. - Telkom Knockout (1) : - Vainqueur : 2017.                                                                             |  | Kaizer Chiefs - Coupe d'Afrique du Sud : - Finaliste : 2018-19.                    |